# Étang du Perray

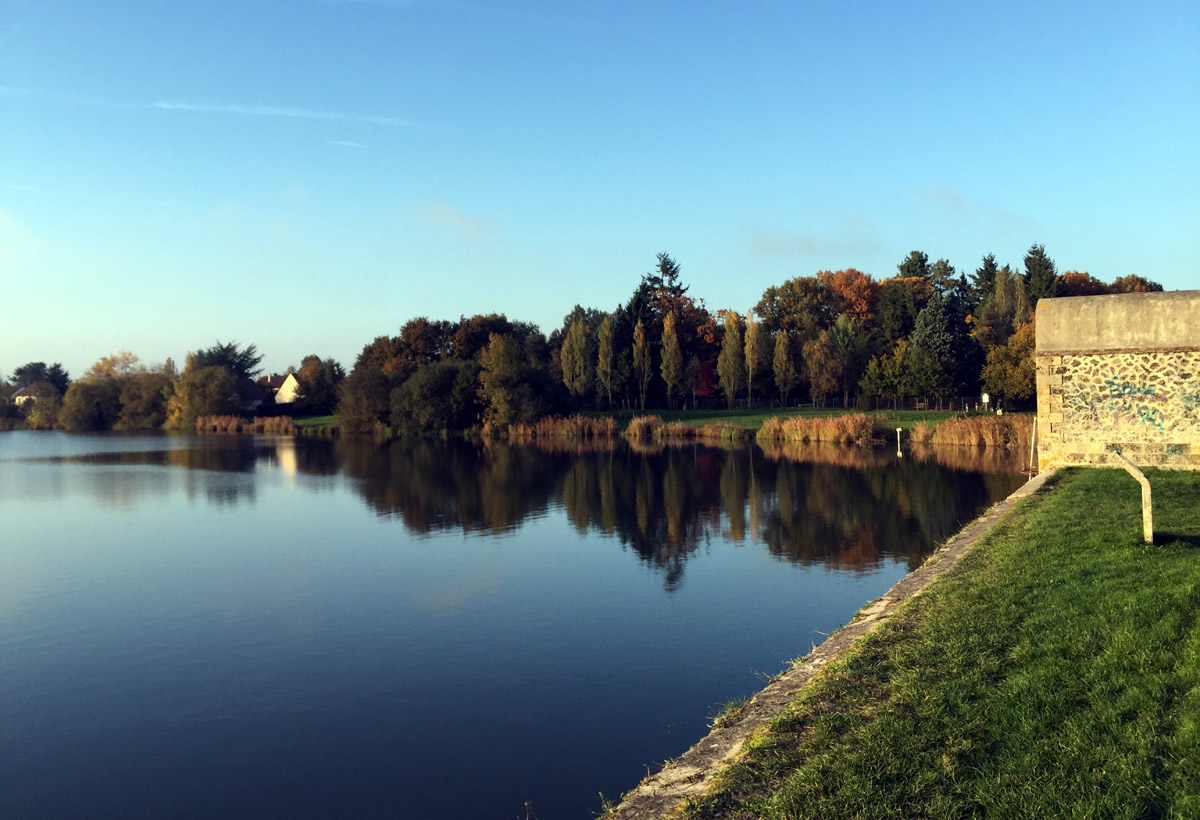
Etang du Perray en Yvelines

L’étang du Perray est  situé sur la commune du Perray-en-Yvelines dans le département des Yvelines.

## Géographie, hydraulique
Situé à 170 mètres d’altitude, l’étang couvre une surface de 8 hectares. Il fait partie du réseau de captage des eaux dit de la « rivière du Roi Soleil ». Une vanne située sur la digue permet de diriger les eaux de l'étang vers le Grand lit de rivière via un « haricot ».  En amont le Grand lit de rivière se dirige vers le sud en direction de l’étang de la Tour par le grand aqueduc du Perray et en aval vers le nord en direction de l’étang de Saint-Hubert par le petit aqueduc du Perray.
L'étang recueille uniquement les eaux de son bassin versant (estimé à 1165 ha) drainé par les rigoles du Coupe-gorge, de Parfond et de petits collecteurs pluviaux urbains de la ville du Perray-en-Yvelines. Afin de maintenir la cote moyenne d'exploitation toute l'année, le système de relèvement par pompage des eaux excédentaires vers l'étang de Saint-Hubert est actionné dès la montée du niveau au-dessus de cette cote moyenne (4,55m), jusqu’à un débit de 1 m3/s.

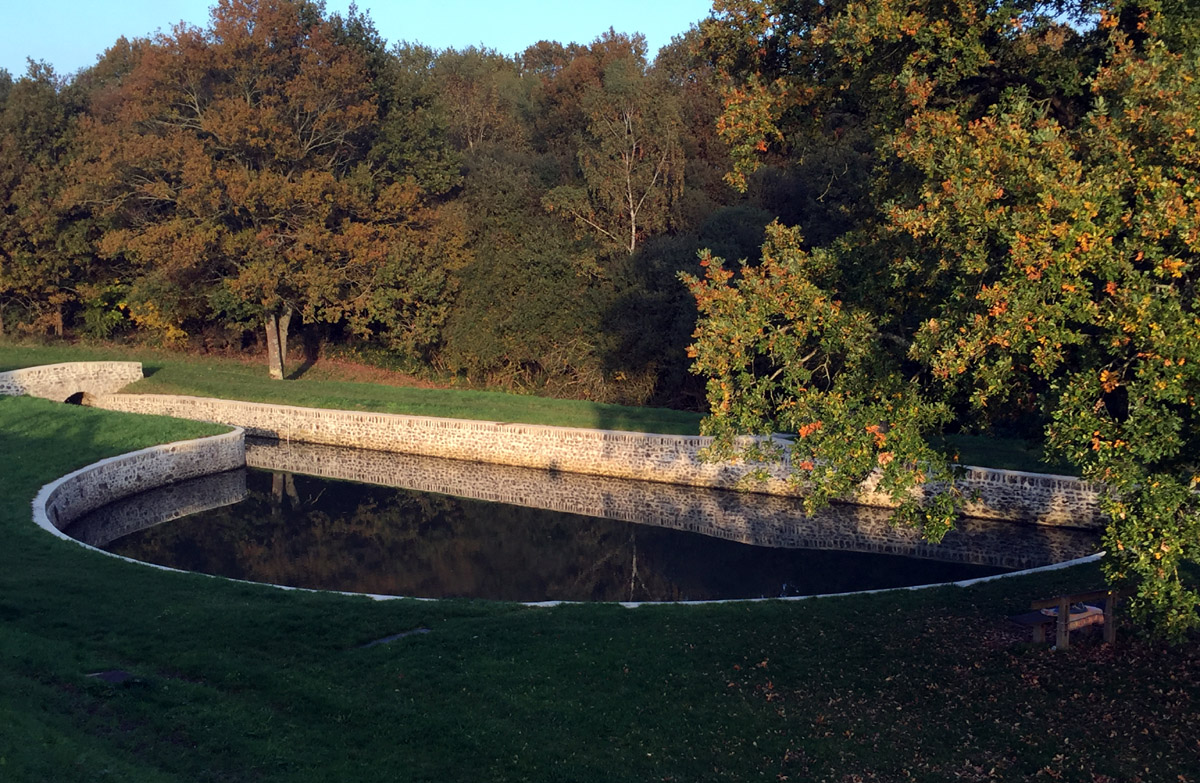
Haricot de l'Étang du Perray en Yvelines

Pour animer les jeux d'eau du château de Versailles il fallait procéder aux lâchers dans le Grand lit de rivière en évitant la formation de vagues, pour limiter l’érosion des berges et le risque – en cas de rigole déjà bien remplie – de submersion. C'est pourquoi un bassin de dissipation de l’énergie hydraulique a été creusé en demi-cercle (d’où son nom de « haricot ») sur le Grand lit de rivière qui passe en contrebas de l'étang du Perray. De plus, un étang de pêcherie est situé en amont du haricot. Lors des vidanges des étangs, une partie des poissons était orientée vers ce type d'étang dans lequel des pêches pouvaient être organisées. Aujourd’hui, cet étang de pêcherie n'est plus utilisé.

## Histoire
Créée en 1684 par Vauban à l’initiative de Louis XIV, l’étang du Perray fait partie du système hydraulique qui alimentait par gravitation le parc du château de Versailles jusqu’en 1977.
Aujourd’hui la gestion de l’étang est confiée au Syndicat Mixte d'Aménagement et de Gestion des Étangs et Rigoles (SMAGER) chargé du fonctionnement hydraulique, de la qualité de l’eau et de la préservation du milieu.  

## Environnement
L’étang et ses berges sont labellisés Zone naturelle d'intérêt écologique, faunistique et floristique (ZNIEFF) de type 1.
Sur ses berges, les magnocariçaies et les roselières abritent des espèces de plantes protégées : le Pâturin des marais  (Poa palustris) et le Stellaire glauque (Stellaria palustris), très localisées en Île-de-France. Du fait des grèves vaseuses exondées on rencontre le Bident radié (Bidens radiata), protégé en Île-de-France, et la Menthe pouliot (Mentha pulegium).
L’étang ouvert à la pêche abrite un grand nombre de poissons : gardons, rotengles, carassins, tanches, brèmes carpées, carpes, sandres, brochets, perches et truites.